# Вибори польсько-литовського короля 1674
Польсько-литовські королівські вибори 1674 року були виборами для визначення нового кандидата на польсько-литовський престол.
10 листопада 1673 року у Львові раптово помер Михайло Корибут Вишневецький, король польський і великий князь литовський. Польський престол знову був вакантним, тому необхідні були ще вільні вибори. Як і в 1669 році, головними кандидатами були французький герцог Людовик II Бурбон-Конде, Філіп Вільгельм, пфальцграф Нойбурга (обох підтримував Людовик XIV Французький), і Карл V, герцог Лотарингії.
Гетьман Ян Собеський, який був дуже впливовою особою в Речі Посполитій, не виявляв інтересу до польської корони. Проте, перед виборами заявив, що бажає бути обраним. Собеського ненавиділи литовські магнати з родини Паців, які в січні 1674 р. під час конвокаційного сейму вимагали внести законопроект про заборону корінним полякам (або П'ястам) балотуватися на виборах.
Той факт, що родина Паців просувала такий законопроект, означає, що Собеського багато хто вважав можливим кандидатом. Його ім'я згадували посланці дому Габсбургів і французька газета «La Gazette». Пізніше французькі дипломати заявили, що сам Собеський вагався між тим, чи балотуватися на виборах, чи підтримати Людовика Конде.
Вибори почалися в суботу 19 червня 1674 року. Незважаючи на протести литовців, єпископ Кракова Анджей Тшебіцький ініціював процес, заспівавши гімн Veni Sancte Spiritus. Наступний день, неділя, 20 червня, був присвячений релігійним церемоніям і закулісним переговорам. У понеділок, 21 червня, єпископ Вільна Михайло Казимир Пац заявив, що Литва погодилася на кандидата П'яста. У другій половині дня того ж дня королем Польщі став Ян III Собеський.

## Претенденти

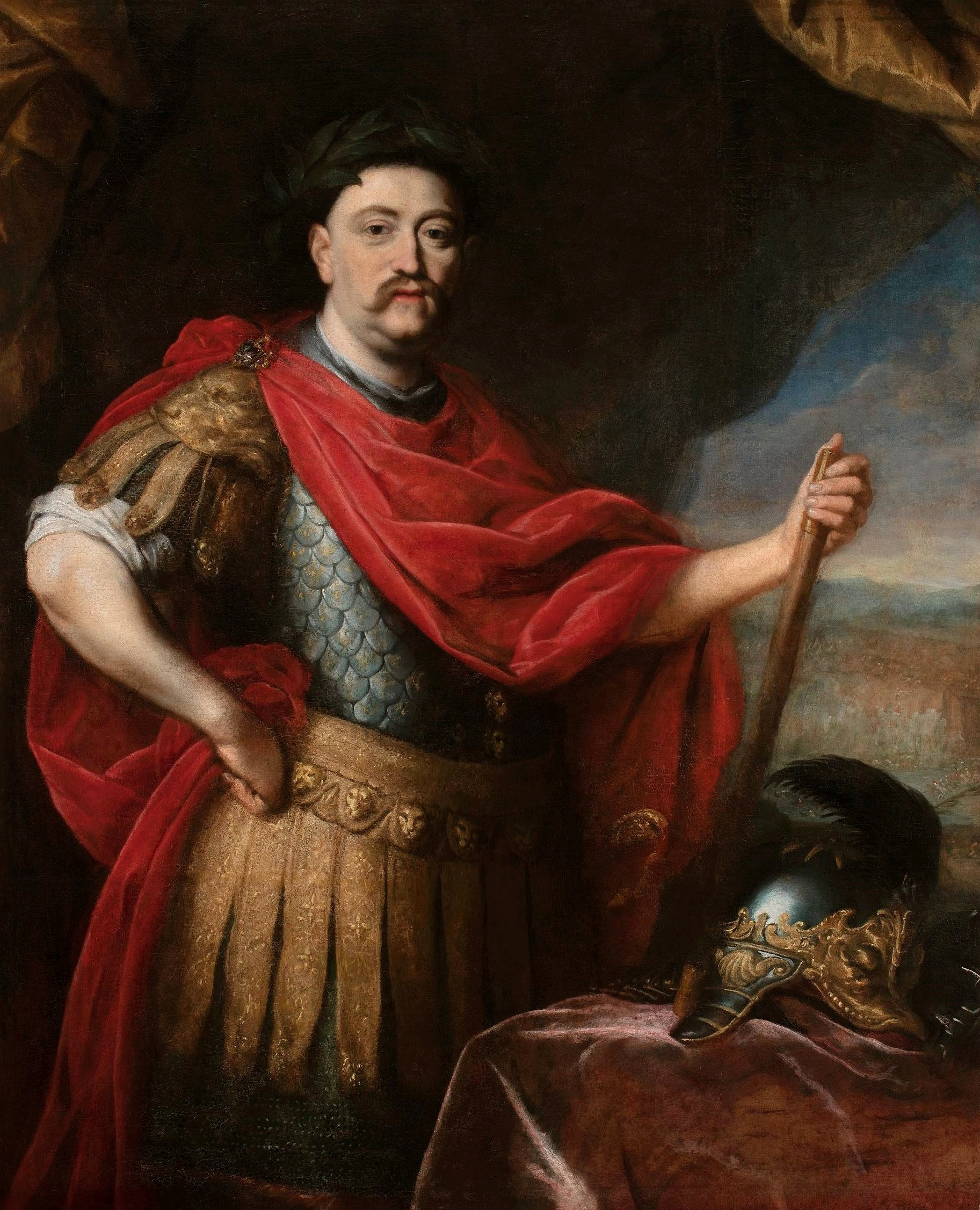
Ян Собеський
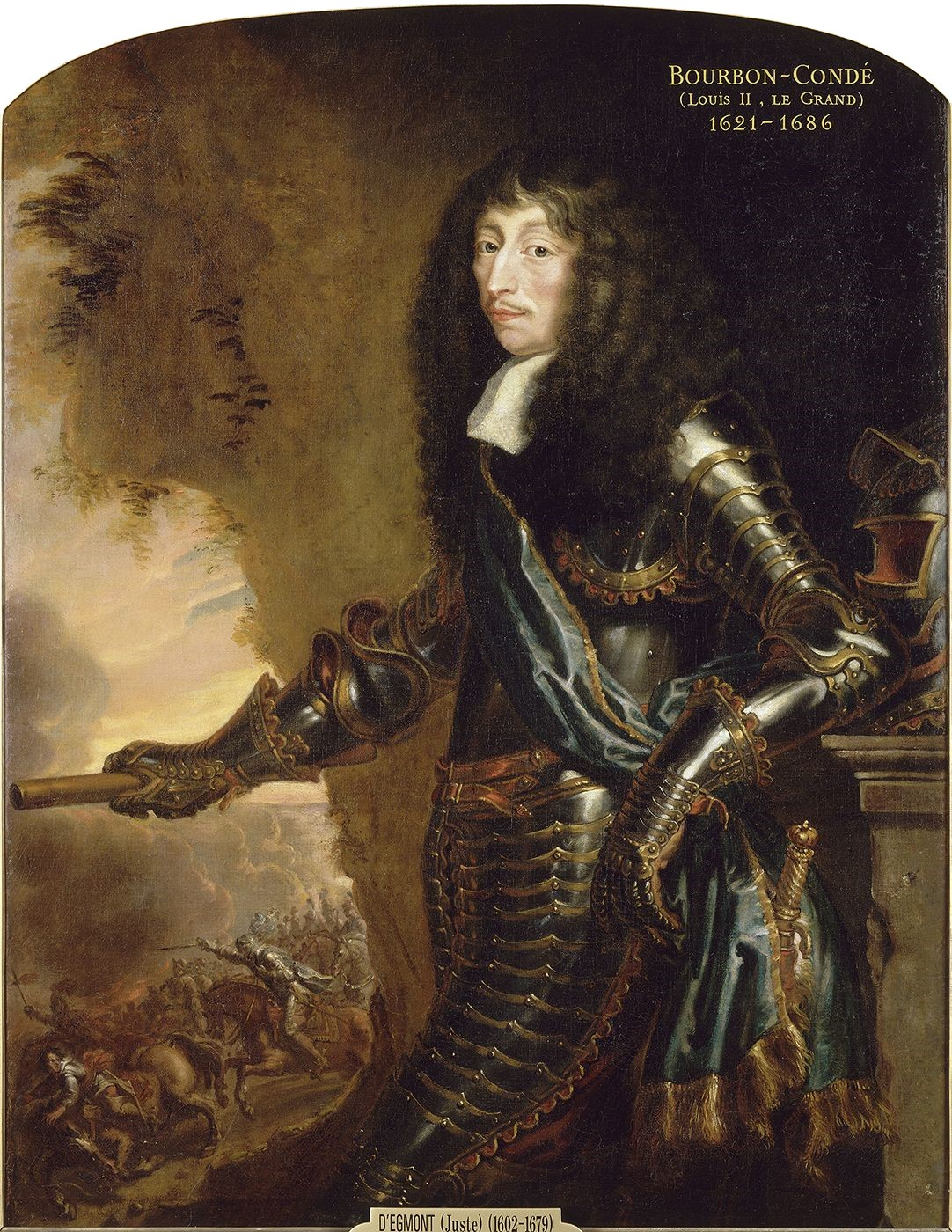
Людовик II Бурбон-Конде
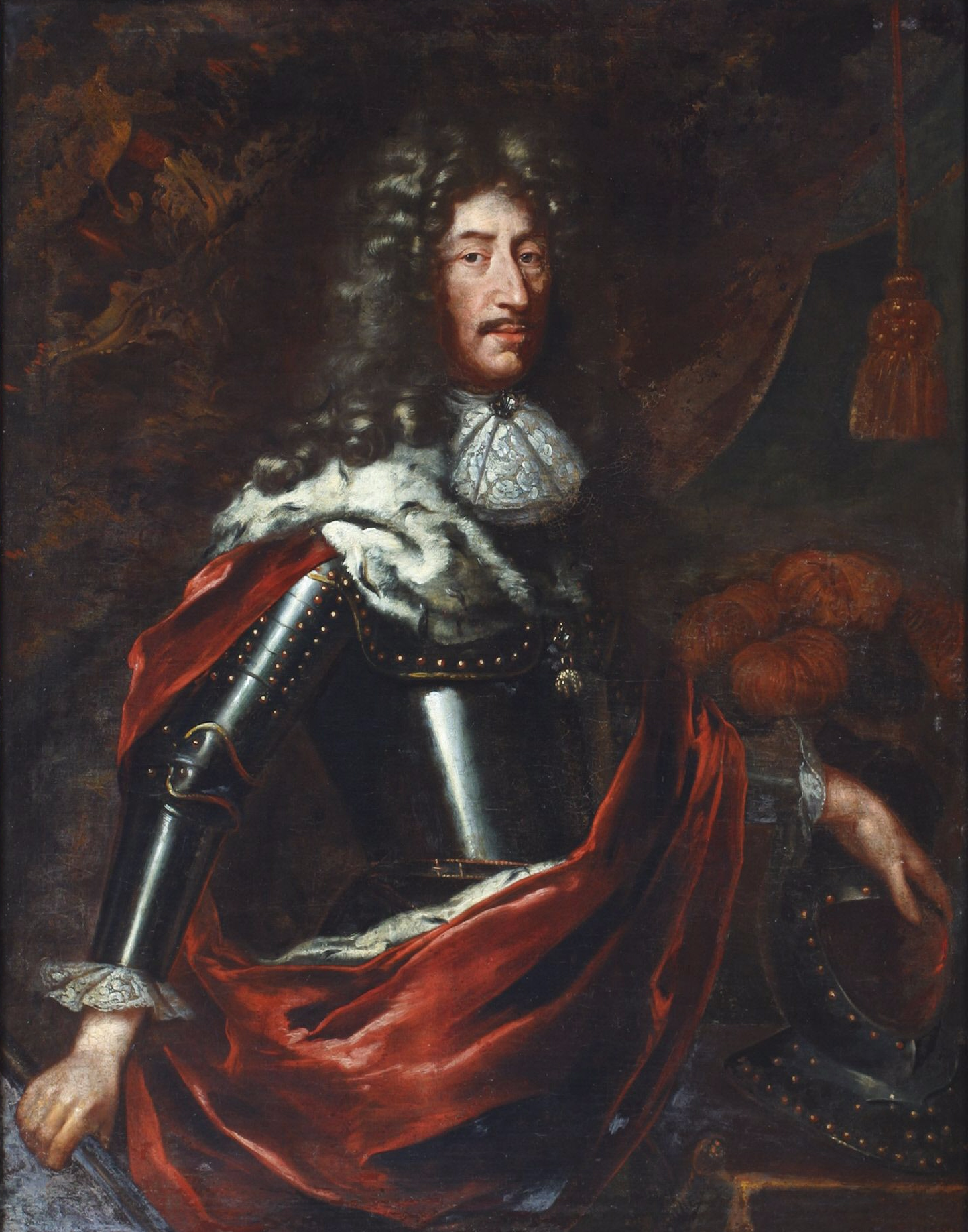
Філіпп Вільгельм (курфюрст Пфальцу)
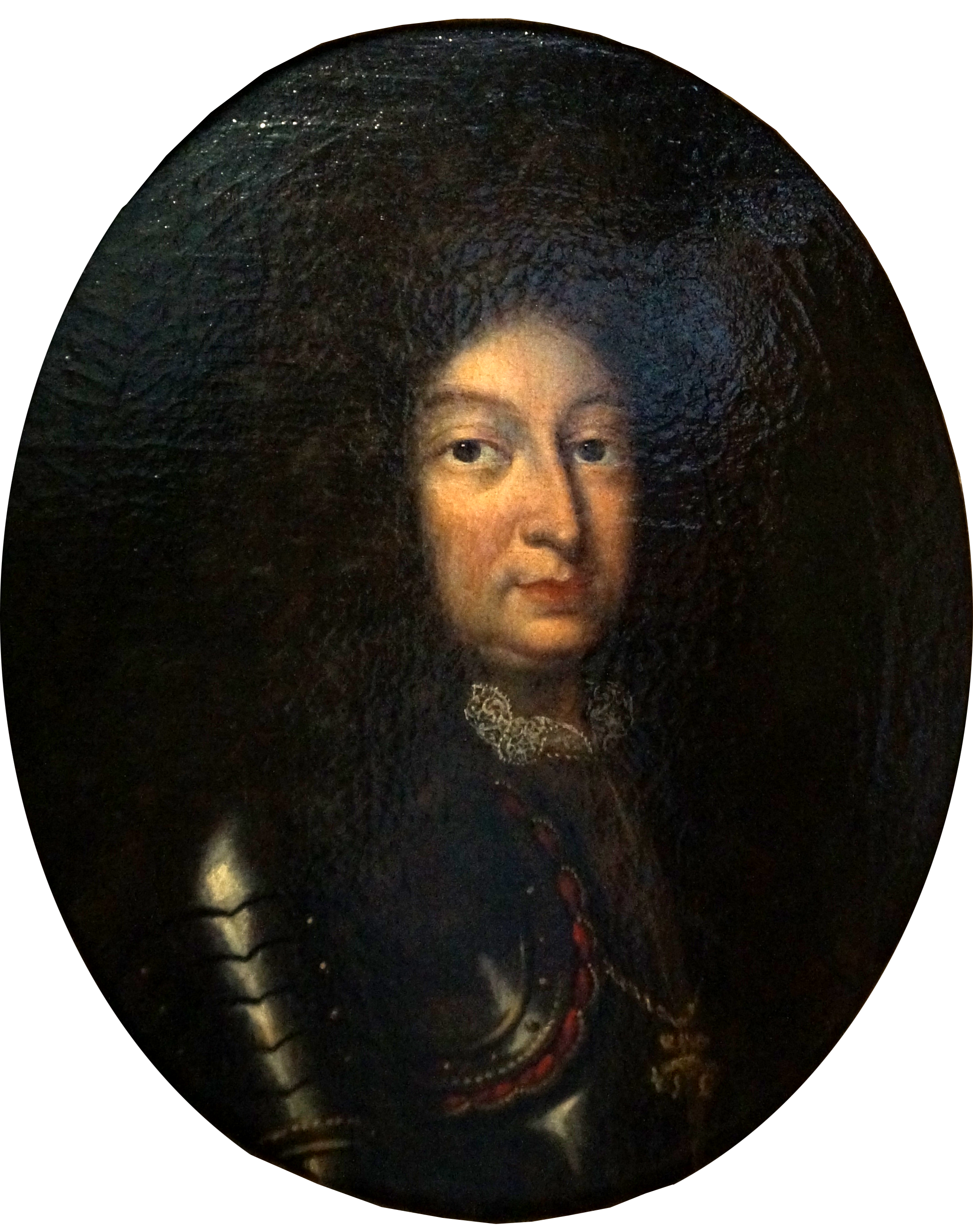
Карл V (герцог Лотарингії)
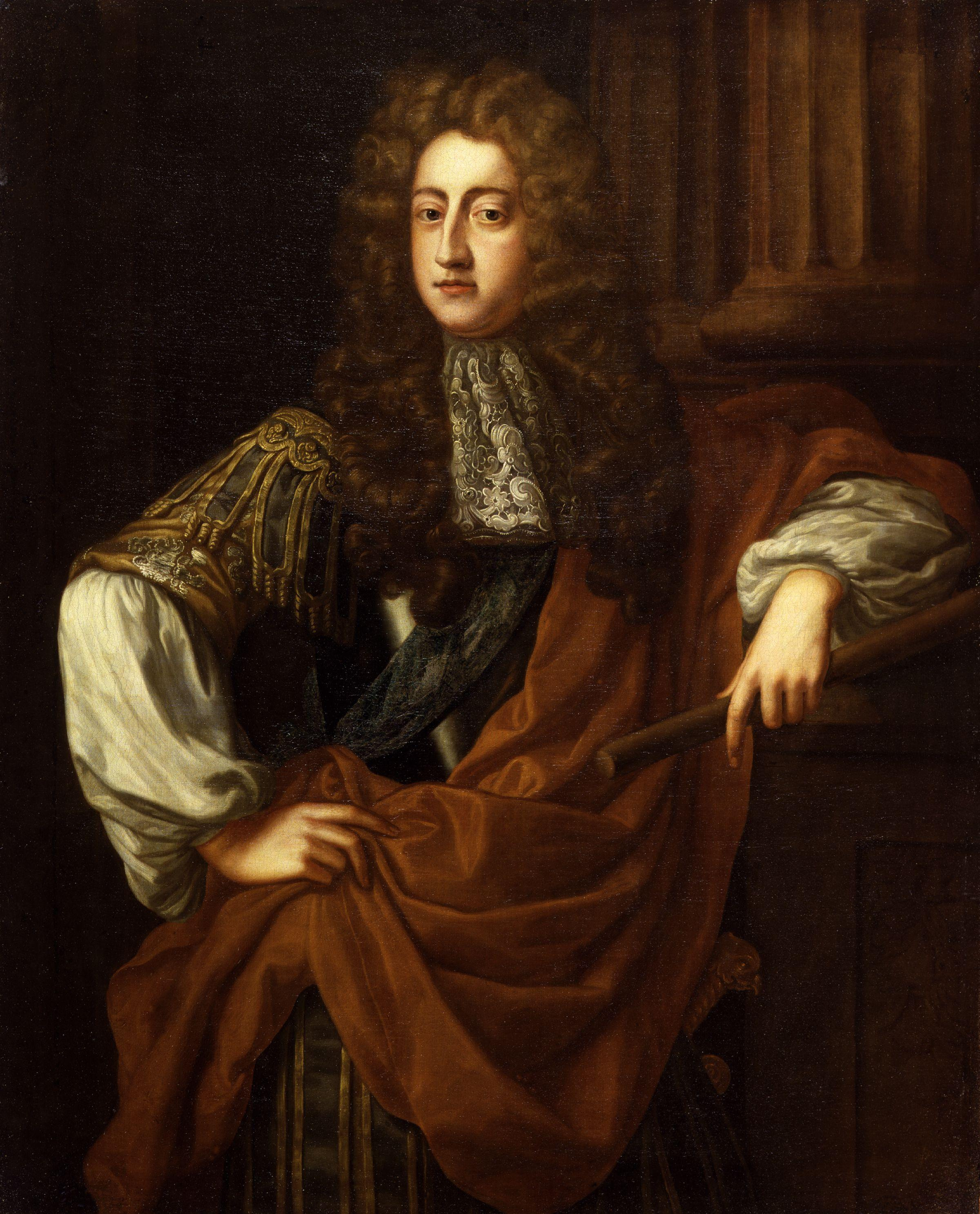
Принц Георг Данський
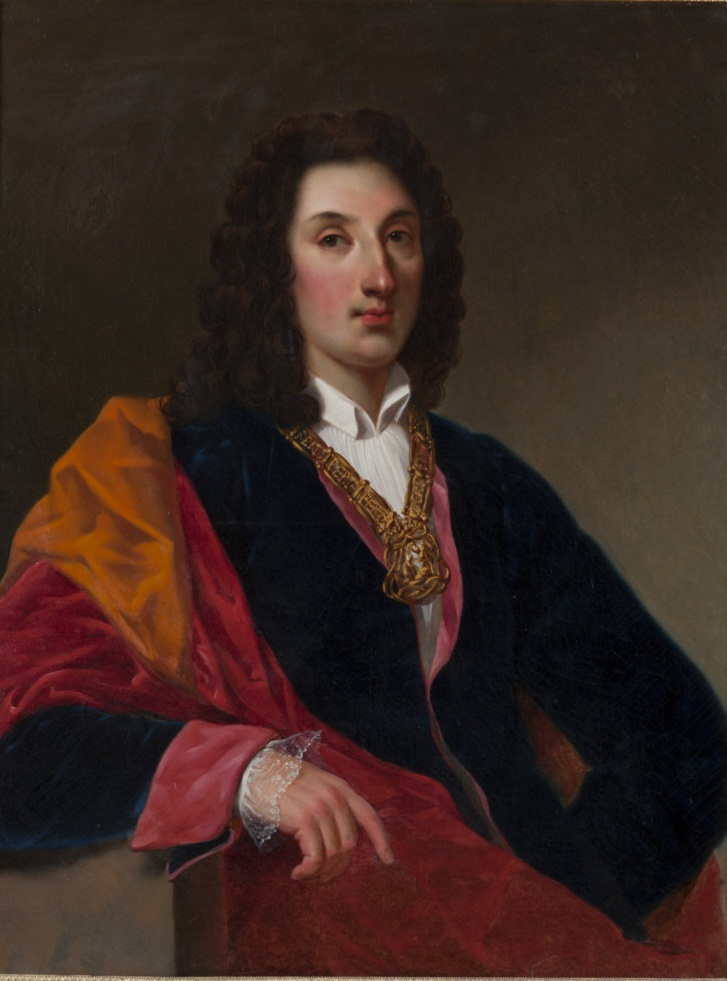
Луї-Фома Савойський
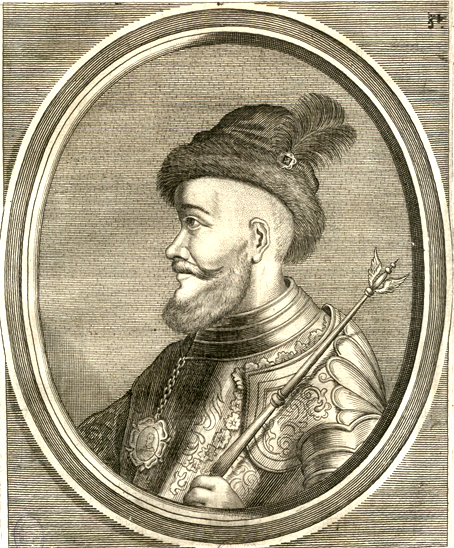
Міхай І Апафі (князь Трансильванії)